# 水俣城
水俣城（みなまたじょう）は、熊本県水俣市古城にあった中世の日本の城（丘城）。

## 概要
水俣市中心の古城1丁目にある標高約30mの独立した丘陵に位置する。城域は古城と高城に分かれ、本城にあたる古城からは石垣や瓦の破片が出土したが、南東に続く小山の高城では遺構は確認されていない。1978年に水俣市が城跡に運動公園を造成し、地下から石垣が検出された。

## 歴史
水俣を本拠として葦北郡を治める水俣氏がかつて城主を務めており、至徳2年2月4日（1385年3月23日）の今川了俊の書状に城名が記されているのが当城の最も古い記録である。やがて本郷氏が入った後、南北朝時代から葦北へ進出を図っていた相良氏が長禄4年（1460年）に水俣を支配下に入れた。大永4年（1524年）には相良長定が幼い相良長祗を人吉から追い、当城の裏山で長祇は自殺している。
弘治3年（1557年）に水俣城主の上村頼興が死ぬと、息子の上村頼孝らは相良義陽に反乱を起こした。水俣城を与えるという条件で頼孝は帰参したが、義陽により謀殺されている。永禄2年（1559年）5月21日、頼孝の叛乱に与し関係の悪化していた菱刈氏により落城させられているが、翌3年（1560年）に天草の上津浦氏が仲介となり、相良側より水俣内の12の屋敷を菱刈氏に割譲することで、7月3日に城を譲渡させている（『八代日記』）。天正年間に入ると隣接する島津義弘との対立が始まり、海陸から攻撃が加えられた。天正9年（1581年）には島津勢が大軍で水俣城を囲み、城主の犬童頼安が籠城したが、義陽は葦北郡を島津氏に割譲して降伏し水俣城から撤収した。
島津氏は古墻大炊大夫を地頭とし、当城に置いた。九州征伐後は葦北郡は豊臣秀吉の直轄領となり、天正15年（1587年）に深水長智を当地の代官および水俣城・津奈木城の城代に任命した。その後、相良氏や寺沢広高が城代を務め、慶長3年（1598年）に寺沢領となった。翌慶長4年（1599年）に小西行長、さらに同5年（1600年）には加藤清正領となっている。清正は中村正師を城代にしたが、慶長17年（1612年）に江戸幕府の命で宇土城、愛藤寺城とともに破却された。